# Drassodes mirandus
Drassodes mirandus är en spindelart som först beskrevs av Hercule Nicolet 1849.  Drassodes mirandus ingår i släktet Drassodes och familjen plattbuksspindlar. Inga underarter finns listade i Catalogue of Life.